# SIG SAUER P250
SIG SAUER P250は、ザウエル&ゾーン社が開発した自動拳銃である。

## 概要
同銃は、2001年から開発が始まった公用向け拳銃であり、初めて発表されたのはドイツ、ニュルンベルクで2004年に行われたIWA（拳銃専門展示会）である。
SIG Proシリーズに引き続き、ポリマーフレームが採用されている。フルサイズ、コンパクト、サブコンパクトの3サイズが存在する。使用弾薬は、当初は9x19mmパラベラム弾のみだったが、のちに.40S&W弾、.357SIG弾、.45ACP弾の3口径が追加された。

## 特徴

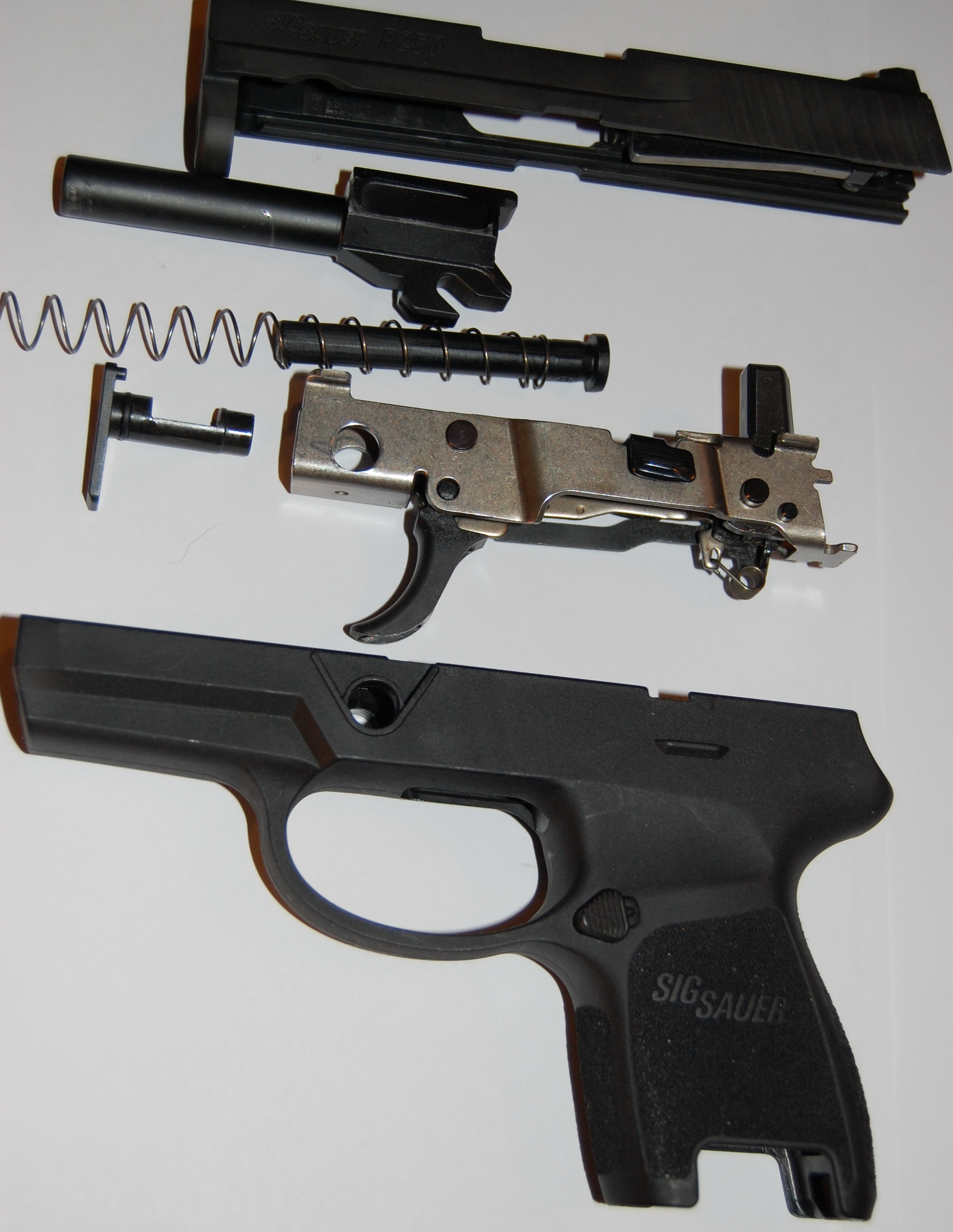
P250のモジュラーシステム

P250最大の特徴は、現在までのSIG SAUER社の看板拳銃であるP220、P226、P228、P230シリーズの象徴であったデコッキングレバーが廃止されている点である。これにより、同銃は完全なダブルアクション拳銃となった（システム名称もDAKではなくDAOとなった）。
ほかに特筆すべき点として、わずか40程度という部品数の少なさと、92式手槍と同様なインナーフレーム構造を採用してモジュラーシステムとしたことがある。これにより、コストダウンおよびカスタムの容易化・軽量化などが実現している（コンパクトサイズをマガジン抜きで比べた場合、アルミフレームのP229より約155g、ポリマーフレームのSP2022より約70g軽い）。
同銃のモジュラーシステムでは、インナーシャーシ（正式名：ファイヤー・コントロール・ユニット。ハンマーユニット、トリガーユニット、スライドレールなどが一組になった部品）を中心に、バレル、スライド、グリップ一体型ポリマーフレーム、マガジンなどを簡単に組み替えることができる。そのほか、両側に存在するスライドストップ、左右差し替え可能なマガジンキャッチなど、左利き射手による使い勝手の向上が図られている。
アメリカ合衆国では法律上、通常シリアルナンバーが刻印されるフレーム（ローワーレシーバー）が銃本体と見なされ、購入時に登録費の名目で200USドルが課税されるが、P250では、
- ファイヤー・コントロール・ユニットとポリマーフレームを容易に分離可能にし、別々のパーツとして扱う
- 公式にはファイヤー・コントロール・ユニットを「フレーム」、ポリマーフレームを「グリップ・モジュール」と呼称する
- シリアルナンバーをインナーシャーシ側面に直接刻印し、ポリマーフレームに空けられた穴を通して外から確認できるようにする

などの対策を取ることで、組み換え時に複数回の課税を受けることを回避している。

## バリエーション
（.45ACP弾用のフレームは9x19mm弾、.357SIG弾、.40S&W弾とは別のもの）
P250 フルサイズ
9x19mm弾 - 17+1発
.45ACP弾 - 10+1発
.357SIG弾・.40S&W弾 - 14+1発
P250 コンパクト
9x19mm弾 - 15+1発
.45ACP弾 - 9+1発
.380ACP弾 - 15+1発
.357SIG弾・.40S&W弾 - 13+1発
P250 サブコンパクト
9x19mm弾 - 12+1発
.45ACP弾 - 6+1発
.357SIG弾・.40S&W弾 - 10+1発

## 採用国
- 香港 - 香港警察
- オランダ - オランダ警察
- アメリカ合衆国 - 連邦航空保安局

## 登場作品

### 映画・テレビドラマ
『コールド・ウォー 香港警察 二つの正義』
香港警察が使用。
『ナイト&デイ』
主人公、ロイ・ミラーがシルバースライドのP250 コンパクトを使用。前半のカーチェイスでは赤のレーザーサイトを装着し、敵の車の燃料タンクを狙い撃つ。
『泣く男』
冒頭のロシアン・マフィアとの戦闘シーンで主人公、ゴンがサプレッサーを装着したP250 コンパクトを使用。
『ブラックハット』
香港警察のアレックス・トラン刑事がP250 コンパクトを使用。
『ホワイトハウス・ダウン』
エミール・ステンツやモッツをはじめとするテロリストたちがP250 コンパクトにサプレッサーを装着して使用。また、シークレットサービスも使用しており、主人公、ジョン・ケイルもシークレットサービスのものを使用する。

### ゲーム
『ウォッチドッグス』
「P-9mm」という名称でP250 コンパクトが登場。
『カウンターストライク グローバル・オフェンシブ』
.40S&W弾仕様のP250 コンパクトが登場。
『ゴーストリコン ファントムズ』
P250 コンパクトが登場。